# Vojislav Sekelj
Vojislav Sekelj (Subotica 20. travnja 1946. – Subotica, 4. svibnja 2017.) je bački hrvatski književnik, publicist i kulturni djelatnik iz Vojvodine. Pisao je pjesme, romane, književnu kritiku, publicistička djela, eseje i poetske drame.
Jedan je od najčitanijih pisaca u Vojvodini koji je pisao na hrvatskom jeziku (zbirka "Rič fali" je 2003. doživjela treće izdanje). Djela su mu prevedena na mađarski, njemački, slovački, slovenski, makedonski, albanski, rumunjski, francuski i engleski. 
Pjesme mu imaju suvremeni, moderni pjesnički izraz i oblik.
 Pisao je i dijalektalnom poezijom, na novoštokavskoj bunjevačkoj ikavici, katkad sofisticiranoj do virtuelnosti.

## Životopis
Prvi njegovi radovi su bili objavljeni u časopisu "Čik " 1964...
Velik poticaj za njegov daljnji rad mu je bila pohvala od onda renomiranog književnika, njegovog sugrađanina Lazara Merkovića 1968.
U ediciji "Osvit" časopisa "Rukovet" iz Subotica, objavljena mu je 1972. prva zbirka pjesama "Djetinjstvo". I tu je poticaj sugrađanina Merkovića bio značajan, a pazitelji na izričaj na hrvatskom jeziku su mu bili književnici Matija Poljaković i Balint Vujkov. Oni su ga, zajedno s Ivanom Tikvickim Pudarom, poticali na pisanje pjesama na štokavsko-ikavskom narječju mjesnih Hrvata.
Zbog antihrvatske histerije u vrijeme hrvatskog proljeća, od strane lokalnih čelnika Saveza komunista (konkretno, sekretara subotičkog odbora, Stipana Kopilovića) mu je dano do znanja da je nepoželjan da se njegove pjesme objavljuju u časopisu "Rukovet", što se odrazilo vrlo brzo i u uređivačkoj politici tog časopisa. Četiri godine su uvjeti za djelovanje bili vrlo loši. 
Na preporuku književnika Petka Vojnića Purčara, urednika kulturne rubrike Radija-Novog Sada, okrenuo se pisanju književne kritike. Književnik Jovan Zivlak, s kim ga je Vojnić Purčar upoznao, ga je ohrabrio u pisanju kritika, tako da je Sekelj pisao za razne časopise, novosadska "Polja", zagrebačko "Oko", sarajevski "Izraz", beogradsku "Književnost".
Nako pisanja pjesama i kritika, dao se u pisanje romana, koji su mu davali više slobode. U svom drugom romanu je, po svojim riječima, dao se u pokuse, pokušavši iskazati tjeskobe domaćeg čovjeka nastale zbog teških ratnih godina 1990-ih. 
Prof. Krešimir Nemec ga je uvrstio u antologiju hrvatskog romana 1945. – 2000.
1990-ih se dao u novinarstvo.
Član je uredništva časopisa Matice hrvatske iz Subotice, "Klasje naših ravni". Bio je član Društva hrvatskih književnika i Društvo književnika Vojvodine.
Bio je ravnateljem "Glasa ravnice", a nakon razilaženja s dijelom suradnika, pokrenuo je i uređivao dvotjednik "Žig", uspješno promičući novinarstvo na hrvatskom jeziku. "Žig" je izlazio 5 godina, a onda je zbog novčarskih poteškoća prestao izlaziti. Unatoč tome, rad "Žiga" je utro put inim vojvođanskim medijima na hrvatskom jeziku. Danas (8. rujna 2008.) je urednikom Glasa ravnice.
Jedan je od intelektualaca bačkih Hrvata, koji je reagirao na priopćenje čelnika Demokratske zajednice Hrvata Đorđa Čovića, u kojem je potonji istupio toleratno prema strankama koje rade na podvajanju i negiranju Hrvata u Bačkoj, odnosno na njegove napade na vodeće intelektualce Hrvate Tomislava Žigmanova, dr Slavena Bačića, odnosno na čelnika DSHV-a Petra Kuntića.
Svojim djelima je ušao u antologiju poezije nacionalnih manjina u Srbiji Trajnik (prireditelja Riste Vasilevskog).
Godine 2009. dobitnik odličja Reda Danice hrvatske s likom Marka Marulića za očuvanje kulture hrvatskoga naroda u Srbiji.

## Djela
- Djetinjstvo, (zbirka pjesama), 1972.
- Sad znadeš sve, 1979.
- Daleka zvona, (roman), 1983.
- Poljubac izdaje, 1988.
- 23 kritike, 1988.
- Rič fali, (zbirka pjesama), 1991. (reizdana 1993. i 2003.)
- Uzmi dodaj, (roman), 2002.
- U izmučenim riječima (zbirka pjesama), 2005. (nagrada Ferenc Bodrogvári 2006.)[6]
- Kako se branilo dostojanstvo, knjiga eseja, zbirka uvodnika, polemičkih tekstova i komentara objavljenih u subotičkim listovima Glas ravnice i Žig (Nagrada Emerik Pavić za 2011.)[7][8]

Do 2009. je napisao dva romana, desetak zbirki pjesama te knjigu književne kritike.
Neka djela su mu prevedena i na mađarski jezik, a preveo ih je bački hrvatski književnik Matija Molcer.

## Vanjske poveznice
- Petar Vuković, Tri povratka u jedan svijet (o tri knjige suvremene ikavske poezije u Bačkoj), diplomski rad, mentor prof. dr. Krešimir Nemec, Zagreb, rujna 1999. (rukopis)
- Djelo "Rič fali"  Arhivirana inačica izvorne stranice od 17. travnja 2007. (Wayback Machine)
- "Hrvatska riječ"  Arhivirana inačica izvorne stranice od 7. ožujka 2008. (Wayback Machine) Razgovor s Vojislavom Sekeljem
- Radio Subotica  Arhivirana inačica izvorne stranice od 12. rujna 2008. (Wayback Machine) Sekeljeva «U izmučenim riječima» ide u tiskanje četvrti put, 8. rujna 2008.
- Hrvatska riječ  Arhivirana inačica izvorne stranice od 2. kolovoza 2012. (Wayback Machine) Roman u književnosti vojvođanskih Hrvata, 13. veljače 2009.